# 罗亮权
罗亮权（1954年—），苗族，贵州榕江人，中华人民共和国政治人物。
毕业于贵州省委党校政治学专业。加入中国共产党。2013年，担任贵州省黔东南州人大常委会主任、党组书记，省人大民族宗教侨务委员会委员。
第十二届全国人大常委会委员、全国人大民族委员会委员。